# Kőbánya-Kertváros
Kőbánya-Kertváros Budapest egyik városrésze a X. kerületben.
Korábbi neve Városszéli telep volt.

## Fekvése
Határai: Jászberényi út a Kozma utcától – Vadszőlő utca – Eszterlánc utca – az Új Köztemető északi fala – Tarkarét utca – Bogáncsvirág utca – Fátyolka utca – Meténg utca – Kozma utca a Jászberényi útig.

## Története
Kőbánya része, amelyen a főváros 1934-ben lakótelepet hozott létre, a belvárosból kiköltöztetett, általában sok gyerekes, szegényebb családok részére, akik itt az átlagosan 300 négyszögöles telkeken állatok tartásával, kertészkedéssel tették könnyebbé a mindennapi megélhetésüket. Jellemzően ikerházak álltak a telepen, amelyek még ma is fellelhetők, már felújított, bővített formában. Kezdetben Gömbös-telepnek, később Városszéli telepnek nevezték, hisz a telep szélén található a határerdő, itt volt Budapest határa. Több helyi információ alapján  állítható, hogy a mellette elhaladó két vasútvonalról nézve (Hatvani és Szolnoki vonal) a sok száradó pelenka miatt egy időben Pelenka telep, sőt a házak sokszínűsége miatt Papagáj telep gúnynévvel is illették.
1986-ban a Kőbányai Tanács Hivatala az ott élőknek az épületeket és a telkek egy részét eladta. A későbbiek folyamán a Tanács a tulajdonában maradt telekrészekre sorházak építésére alkalmas területeket alakított ki és azokat értékesítette. Ebben az időszakban kapta meg mai arculatát a városrész. Csatorna, új víz-, gáz- és elektromos vezetékrendszerrel modernizálták, a salakkal fedett utcákat aszfaltfelülettel látták el. Iskoláját modernizálták és átépítették, valamint új óvodát kapott. Mai megnevezését 1991-ben kapta.